# Stenoserica deceptor
Stenoserica deceptor är en skalbaggsart som beskrevs av Louis Albert Péringuey 1892. Stenoserica deceptor ingår i släktet Stenoserica och familjen Melolonthidae. Inga underarter finns listade i Catalogue of Life.